# Dominique Gisin
Dominique Sabine Gisin (* 4. Juni 1985 in Visp) ist eine ehemalige Schweizer Skirennfahrerin. Sie war auf die Disziplinen Abfahrt, Super-G und Riesenslalom spezialisiert. Ihr grösster Erfolg war der Gewinn der Goldmedaille in der Abfahrt bei den Olympischen Winterspielen 2014 in Sotschi.

## Biografie
Dominique Gisin fuhr im Januar 2001 erstmals FIS-Rennen. Während fast drei Jahren konnte sie jedoch aufgrund mehrerer schwerer Knieverletzungen kein Rennen bestreiten und konzentrierte sich auf ihre Ausbildung. Bis 2005 war sie Schülerin der Sportmittelschule an ihrem Wohnort Engelberg und begann anschliessend ein Physik-Studium an der Universität Basel (zwischenzeitlich unterbrochen). Sie bestand auch einen Teil der Aufnahmeprüfung zur Ausbildung als Kampfflugzeug-Pilotin der Schweizer Luftwaffe; wegen der Verletzungen gilt sie jedoch als dienstuntauglich.
Ab Dezember 2003 konnte Gisin wieder Rennen fahren. Erste Achtungserfolge erzielte sie im Februar 2005 mit dem vierten Platz im Abfahrtslauf der Juniorenweltmeisterschaften in Bardonecchia und dem Gewinn der Österreichischen Abfahrts-Juniorenmeisterschaft im April 2005. Bei ihrem Debüt im Weltcup in Lake Louise fuhr sie am 2. Dezember 2005 im ersten Abfahrtstraining überraschend Bestzeit. Das Rennen selbst wurde von ihrer Verletzung überschattet. Nach der zweiten Zwischenzeit riss sie sich bei der Einfahrt in die technisch anspruchsvollste Stelle der Strecke im rechten Knie das Innenband. Die Verletzung zog eine viermonatige Wettkampfpause nach sich.
Über FIS-Rennen und den Europacup kämpfte Gisin sich wieder in das Schweizer Weltcupkader zurück. Am 19. Dezember 2006 fuhr sie in Val-d’Isère bei der vierten Weltcupabfahrt ihrer Karriere überraschend auf den neunten Platz. Diese Leistung bestätigte sie einen Tag später an gleicher Stelle mit derselben Platzierung. Am 13. Januar 2007 erreichte sie mit dem zweiten Platz in der Abfahrt von Zauchensee ihre erste Podestplatzierung. Bei der Weltmeisterschaftsabfahrt in Åre am 11. Februar 2007 belegte sie den fünften Platz.
Am 28. Februar 2007 verletzte sich Dominique Gisin erneut. Beim ersten Trainingslauf für die Abfahrt in Tarvisio zog sie sich nach einem Sturz einen Kreuzband- und einen Innenbandriss am linken Knie sowie einen Innenband-Anriss am rechten Knie zu. Es folgte die insgesamt siebte Knieoperation. Gisin fand danach wieder den Anschluss an die Weltspitze, Spitzenergebnisse blieben aber in der Saison 2007/08 mit Ausnahme eines neunten Platzes aus. Am 18. Januar 2009 gewann sie – zeitgleich mit Anja Pärson – ihr erstes Weltcuprennen, die Abfahrt in Zauchensee. Sechs Tage später bestätigte sie diesen Erfolg mit dem Abfahrtssieg in Cortina d’Ampezzo. Bei den Weltmeisterschaften 2009 in Val-d’Isère schied sie in der Abfahrt aus.
Im Januar 2010 erlitt Gisin in der Abfahrt von Haus im Ennstal einen Riss im Innenmeniskus. Nach einer Arthroskopie musste sie drei Wochen pausieren. In der Abfahrt bei den Olympischen Winterspielen 2010 stürzte Gisin im Zielhang schwer und zog sich dabei eine Gehirnerschütterung zu. Am 7. März 2010 gewann sie in Crans-Montana ihren ersten Super-G im Rahmen des Weltcups. Bei den Weltmeisterschaften 2011 in Garmisch-Partenkirchen wurde sie Vierte in der Super-Kombination und Achte in der Abfahrt. Im Super-G schied sie aus. Im Weltcup waren in der Saison 2010/11 zwei dritte Plätze ihre besten Resultate.
Am 22. Oktober 2011 nahm Gisin in Sölden erstmals an einem Weltcup-Riesenslalom teil und fuhr dabei auf den elften Platz. Anschliessend erreichte sie in Abfahrt und Super-G mehrere Top-10-Platzierungen, darunter ein dritter Platz in der ersten Abfahrt von Lake Louise. Am 13. Januar 2012 erlitt sie im Abfahrtstraining in Cortina d’Ampezzo Meniskus- und Knorpelverletzungen im linken Knie. Sie nahm am nächsten Tag noch an der Abfahrt teil, musste danach aber die Saison 2011/12 vorzeitig beenden. Am 27. Oktober 2012 verbesserte sie ebenfalls in Sölden ihre Riesenslalom-Bestleistung mit einem 4. Platz und am 27. Januar 2013 punktete sie als 30. in Maribor erstmals in einem Slalom. Während der Abfahrt der Weltmeisterschaften 2013 stürzte Gisin und brach sich dabei einen rechten Mittelhandknochen. Trotz dieser Verletzung konnte sie die Saison nach einer kurzen Pause fortsetzen.
Während der Weltcupsaison 2013/14 klassierte sich Gisin zwar regelmässig in den besten zehn (in drei verschiedenen Disziplinen), kam jedoch nicht über einen sechsten Platz hinaus. Etwas überraschend gewann sie bei den Olympischen Winterspielen 2014 in Sotschi die Goldmedaille in der Abfahrt, zeitgleich mit der Slowenin Tina Maze. Im Dezember 2014 wurde sie als Schweizer Sportlerin des Jahres ausgezeichnet. Am 19. März 2015 gab Gisin bei einer Pressekonferenz anlässlich des Weltcup-Finales in Méribel ihren Rücktritt bekannt. Eine Woche später wurde sie bei den letzten Rennen ihrer Karriere zweimal Schweizer Meisterin.

## Persönliches
Gisin wohnt in Engelberg. Ihr jüngerer Bruder Marc und ihre jüngere Schwester Michelle waren beziehungsweise sind ebenfalls Skirennfahrer.

## Ausbildung und berufliche Karriere
Gisin hat an der Stiftsschule Engelberg ihre Matura gemacht. Im Februar 2022 schloss sie ihr Physikstudium an der ETH Zürich mit dem Master ab. Von Oktober 2018 bis April 2019 war sie CEO der Stiftung Schweizer Sporthilfe, seitdem amtet sie als Delegierte des Stiftungsrats. Im April 2018 wurde sie in den Verwaltungsrat der Bergbahnen Engelberg-Trübsee-Titlis gewählt. In der Saison 2017/18 war Gisin beim Schweizer Fernsehen als Co-Kommentatorin tätig. 2018 nahm Gisin, unter anderem mit ihrer ehemaligen Teamkollegin Fränzi Aufdenblatten, an der «Skitour des Lebens», der Haute Route von Chamonix nach Zermatt teil. SRF 1 dokumentierte die Skitour in einem Dreiteiler.

## Sportliche Erfolge

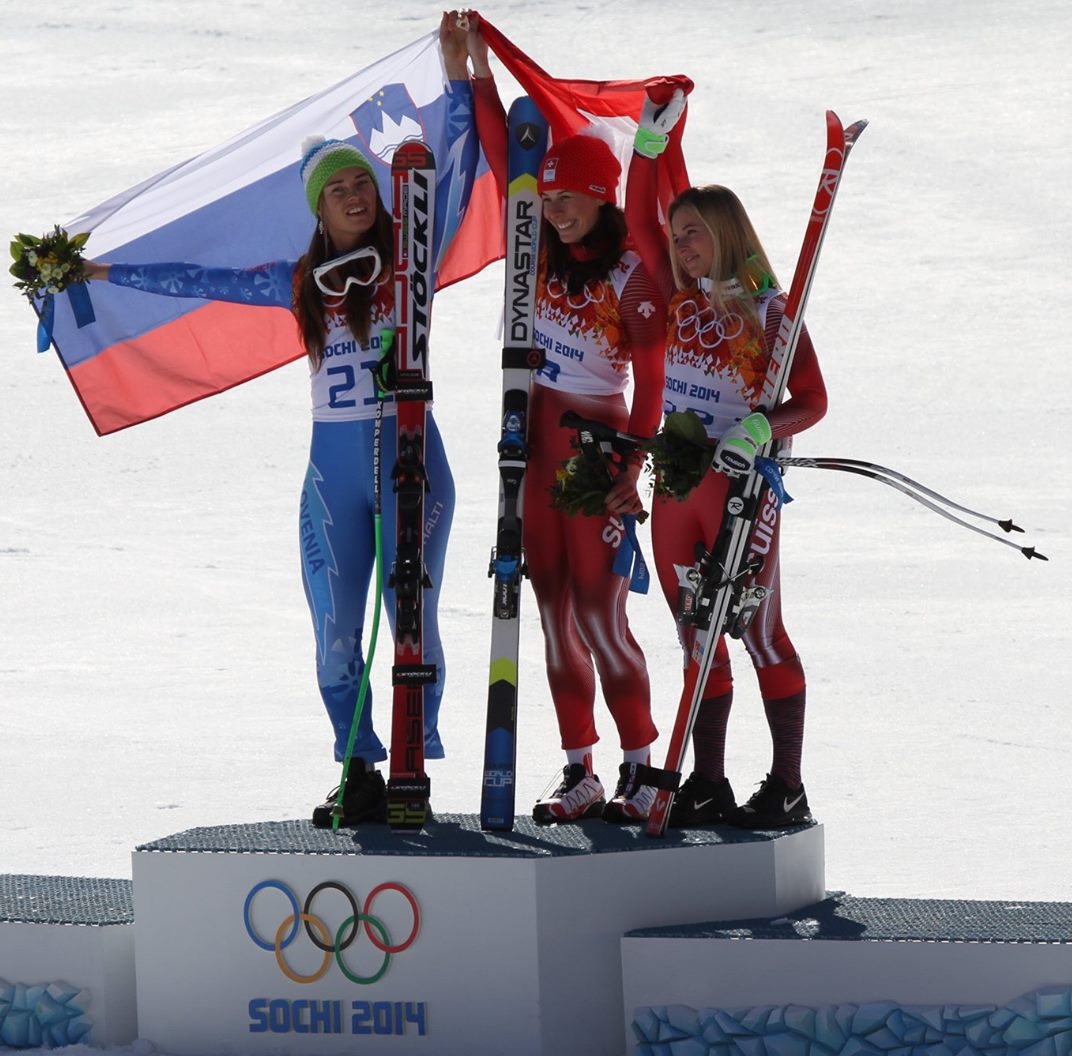
Dominique Gisin (Mitte) bei der Siegerehrung in Sotschi

### Olympische Spiele
- Sotschi 2014: 1. Abfahrt, 5. Super-Kombination, 10. Riesenslalom

### Weltmeisterschaften
- Åre 2007: 5. Abfahrt
- Garmisch-Partenkirchen 2011: 4. Super-Kombination, 8. Abfahrt
- Schladming 2013: 10. Super-G, 10. Super-Kombination

### Weltcup
- 7 Podestplätze, davon 3 Siege:

| Datum           | Ort               | Land       | Disziplin |
| --------------- | ----------------- | ---------- | --------- |
| 18. Januar 2009 | Zauchensee        | Österreich | Abfahrt * |
| 24. Januar 2009 | Cortina d’Ampezzo | Italien    | Abfahrt   |
| 7. März 2010    | Crans-Montana     | Schweiz    | Super-G   |

* zeitgleich mit Anja Pärson

### Weltcupwertungen
| Saison  | Gesamt | Gesamt | Abfahrt | Abfahrt | Super-G | Super-G | Riesenslalom | Riesenslalom | Slalom | Slalom | Kombination | Kombination | City Event | City Event |
| Saison  | Platz  | Punkte | Platz   | Punkte  | Platz   | Punkte  | Platz        | Punkte       | Platz  | Punkte | Platz       | Punkte      | Platz      | Punkte     |
| ------- | ------ | ------ | ------- | ------- | ------- | ------- | ------------ | ------------ | ------ | ------ | ----------- | ----------- | ---------- | ---------- |
| 2006/07 | 34.    | 219    | 10.     | 210     | –       | –       | –            | –            | –      | –      | 38.         | 9           | –          | –          |
| 2007/08 | 47.    | 125    | 26.     | 96      | 44.     | 6       | –            | –            | –      | –      | 25.         | 23          | –          | –          |
| 2008/09 | 21.    | 335    | 4.      | 291     | 44.     | 13      | –            | –            | –      | –      | 19.         | 31          | –          | –          |
| 2009/10 | 24.    | 271    | 14.     | 117     | 12.     | 140     | –            | –            | –      | –      | 28.         | 14          | –          | –          |
| 2010/11 | 17.    | 434    | 9.      | 180     | 6.      | 177     | –            | –            | –      | –      | 11.         | 62          | 9.         | 15         |
| 2011/12 | 25.    | 297    | 12.     | 160     | 22.     | 84      | 31.          | 53           | –      | –      | –           | –           | –          | –          |
| 2012/13 | 15.    | 435    | 19.     | 127     | 15.     | 99      | 10.          | 190          | 54.    | 1      | 24.         | 18          | –          | –          |
| 2013/14 | 11.    | 523    | 9.      | 234     | 12.     | 122     | 15.          | 149          | –      | –      | 14.         | 18          | –          | –          |
| 2014/15 | 16.    | 396    | 16.     | 149     | 14.     | 117     | 19.          | 90           | –      | –      | 6.          | 40          | –          | –          |

### Juniorenweltmeisterschaften
- Bardonecchia 2005: 4. Abfahrt, 21. Riesenslalom, 27. Super-G

### Weitere Erfolge
- 2 Schweizer Meistertitel (Abfahrt und Riesenslalom 2015)
- 1 Podestplatz im Europacup
- 1 Sieg im South American Cup
- 1 Sieg in FIS-Rennen

## Ehrungen
- Schweizer Sportlerin des Jahres 2014